# Klachtdelict
Klachtdelicten of klachtmisdrijven zijn strafbare gedragingen die een klacht vanwege het slachtoffer vereisen alvorens het openbaar ministerie kan overgaan tot vervolging. De specifieke invulling van deze term verschilt in België en Nederland.

## Nederland
Een klachtdelict is een delict waarbij de verdachte pas vervolgd kan worden als het slachtoffer van het delict heeft aangegeven strafrechtelijke vervolging te wensen. Het OM kan dan nog steeds besluiten niet tot vervolging over te gaan, het enige is dat het OM een klachtdelict niet kan vervolgen als het slachtoffer daar niet om vraagt.
Dit principe wordt bij bijvoorbeeld afdreiging (chantage) gehanteerd, om te voorkomen dat wat het slachtoffer geheim wil houden, bekend wordt in de in Nederland bijna altijd openbare rechtspraak. Ook eenvoudige belediging is een klachtdelict, want vervolging kan voor het slachtoffer meer nadeel dan voordeel hebben. Belediging van een ambtenaar in functie “gedurende of ter zake van de rechtmatige uitoefening van zijn bediening” is dat echter niet, zodat dat ook kan worden vervolgd als die ambtenaar dat niet wil. De wetgever meende dat het algemeen belang hier zwaarder moest wegen. Het begrip “ambtenaar” wordt hier ruim genomen.

## België
In België spreekt men van een klachtmisdrijf (of nog: privaat misdrijf). Ook hier is een formele klacht vereist om tot vervolging te kunnen overgaan. Dit vormt een uitzondering op de regel dat het initiatief van het slachtoffer niet vereist is voor het opstarten van de strafprocedure. De reden hiervoor is de bescherming van het slachtoffer tegen ongewenste publiciteit.
Voorbeelden van klachtmisdrijven:
- bepaalde gevallen van smaad (artt. 275 en 277 Sw)
- laster en eerroof (art. 450 Sw)
- bepaalde gevallen van kraken (art. 442/1 Sw)